# Lars Turesson (Tre Rosor)
Lars Turesson, död 1560, av ätten Tre Rosor, var ett svenskt riksråd. 
Han var son till Ture Jönsson (Tre Rosor) och Anna Johansdotter (Vasa) och ägare till Penningby  1525–1560. Han var gift med Kristina Eriksdotter Gyllenstierna.

## Barn
1. Brita Larsdotter (Tre Rosor) (död på 1590-talet)